# Der Meteor
Der Meteor is een compact disc met daarop een vertelling ondersteund door muziek van Tangerine Dream. Het handelt om een fantasie van Jim en Pablo, die een gevaarlijke meteoriet tegen moeten houden. Het script was van een geluidstechnicus van de muziekgroep en TD plande een serie van 10 compact discs met verdere sf-verhalen. Geen van de overige negen zag ooit het levenslicht, het bleef bij dit ene verhaal. Het verhaal is opgenomen in de Eastgate geluidsstudio in Wenen.

## Musici
- Erwin Leder – professor
- Charles Lopez, Torsten Sense – vertellers
- Louis Chapus – Pablo
- Peter Bollman – Kapitein
- Daniel Chapus – Jim
- Frederic Bacou – radiocommentator
- Mara Bechstein – moeder
- Edgar Froese, Jerome Froese – synthesizers, elektronica.

## Muziek
| Nr. | Titel                 | Duur |
| --- | --------------------- | ---- |
| 1.  | Haus der Welt I       | 2:24 |
| 2.  | Ein Traum             | 2:55 |
| 3.  | Am Hafen              | 3:11 |
| 4.  | Umheimliches passiert | 5:16 |
| 5.  | Der Professor         | 3:00 |
| 6.  | Das Buch Midrad       | 4:22 |
| 7.  | In der Bibliothek     | 6:08 |
| 8.  | Der Heliograph        | 2:28 |
| 9.  | Die Helden der Stadt  | 5:04 |
| 10. | Im Labor              | 1:46 |
| 11. | Haus der Welt II      | 6:25 |

De overige uitgaven zouden zijn: Der Krastallspiegel, Das verborgene Land, Die eiserne Mask, Die Titanic, Atlantis, Im Land des Pharaonen, Das grosse Labyrinth, Im Feuer de Sonne en Der Eisplanet Krypton.